# Zintenbach
Der Zintenbach ist ein ca. 5 km langer westlicher Zufluss des Waginger Sees. Die Quelle ist in der Nähe des Ortsteiles Mooshäuser, auf einer Höhe von anfangs etwa 532 m ü. NHN beginnt er seinen geschlängelten Weg in Richtung Osten. Er mündet schließlich auf einer Höhe von 442 m ü. NHN nahe der Einöde Krautenbach von Taching am See in den Waginger See.
Der Bach wird aus mehreren Gräben gespeist. Neben dem Höllenbach ist er einer der längsten Zuflüsse des Waginger Sees.

## Verlauf
Der Zintenbach entspringt auf wenig über 530 m ü. NHN etwas nördlich des Ortsteils Otting in einer Wiese. Auf etwas mehr als der ersten Hälfte seines Laufs fließt er dann Richtung Osten und passiert im Abstand dabei Großscherzhausen, Sprinzenberg, Sterfling, Unterstefling, und Krautenbach. Der nun ostwärts fließende Bach mündet dann kurz hinter Krautenbach auf einer Höhe von 442 m in den Waginger See.

### BayernAtlas („BA“)
Amtliche Online-Gewässerkarte mit passendem Ausschnitt und den hier benutzten Layern: Lauf und Einzugsgebiet des Hirlbachs
Allgemeiner Einstieg ohne Voreinstellungen und Layer: BayernAtlas der Bayerischen Staatsregierung (Hinweise)
1. 1 2  Höhe abgefragt auf dem Hintergrundlayer Amtliche Karte (Rechtsklick).
2. ↑  Länge abgemessen auf dem Hintergrundlayer Amtliche Karte.